# Hòa Trí
Hòa Trí là một xã thuộc tỉnh Khánh Hòa, Việt Nam.

## Lịch sử
Ngày 16 tháng 6 năm 2025, Ủy ban Thường vụ Quốc hội ban hành Nghị quyết số 1667/NQ-UBTVQH15 về việc sắp xếp các đơn vị hành chính cấp xã của tỉnh Khánh Hòa năm 2025 (có hiệu lực từ ngày 16 tháng 6 năm 2025). Trong đó, hợp nhất các xã Ninh Thượng, Ninh Trung và Ninh Thân thành xã Hòa Trí.

## Địa lý
Xã Hòa Trí có ranh giới với các xã:
- Phía Bắc giáp xã Bắc Ninh Hòa
- Phía Nam giáp các xã Tây Ninh Hòa và Tân Định
- Phía Đông giáp Ninh Hòa
- Phía Tây giáp tỉnh Đắk Lắk

Xã có diện tích 109,44 km², dân số năm 2025 là 26.638 người, mật độ dân số đạt 243 người/km².